# Louis Jordan

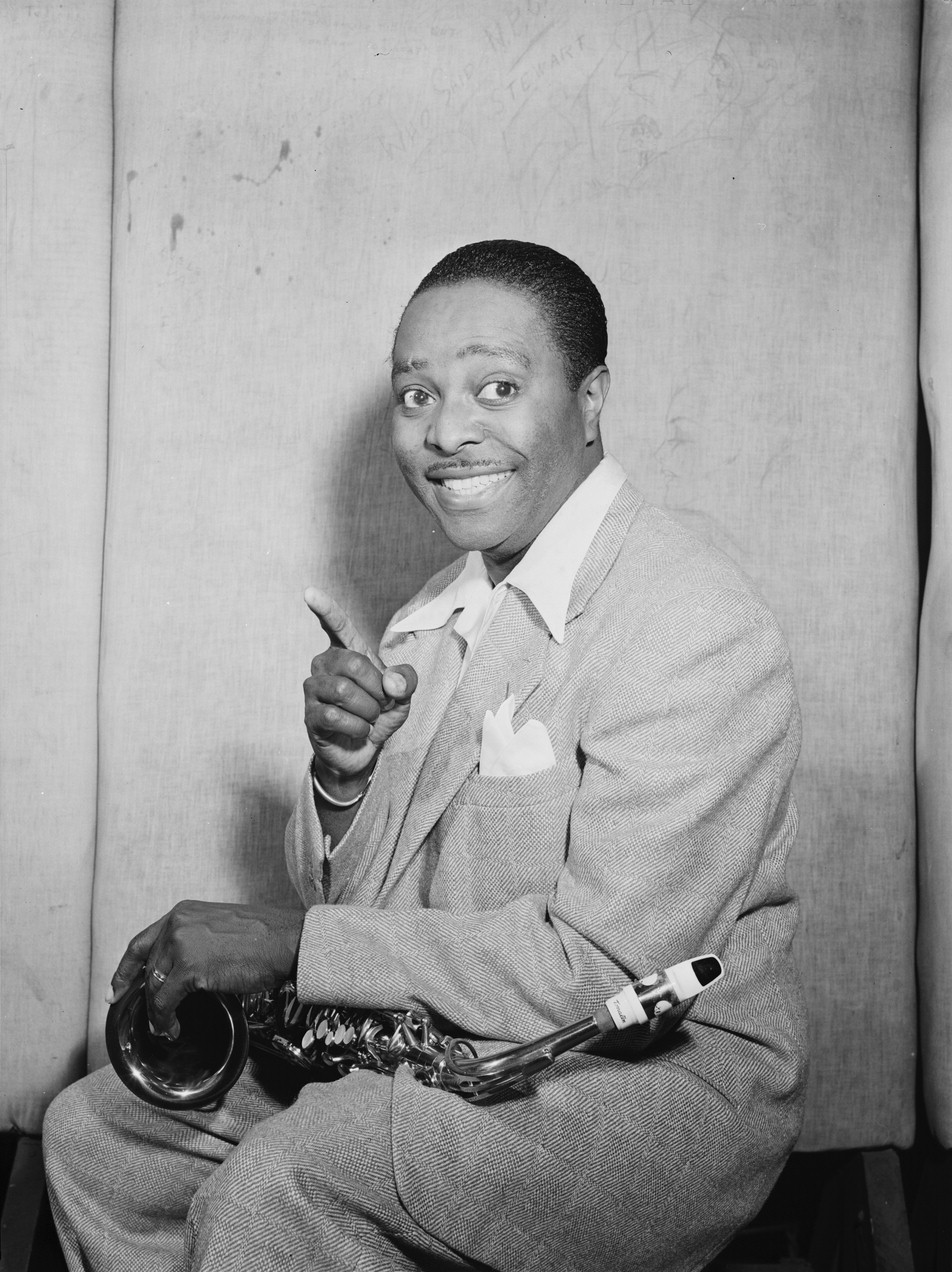
Louis Jordan, New York City, ca. Juli 1946. Foto: William P. Gottlieb.

Louis Jordan (* 8. Juli 1908 in Brinkley, Arkansas; † 4. Februar 1975 in Los Angeles) war ein afroamerikanischer Jazz- und Rhythm-and-Blues-Musiker. Er wird auch der Vater des Rhythm and Blues und Großvater des Rock and Roll genannt. Von ihm kamen 54 Songs in die Rhythm and Blues Charts, ein Großteil von ihnen erreichte die Spitzenposition.

## Leben und Wirken
Jordan begann im Alter von sieben Jahren Saxophon zu spielen und hatte acht Jahre später seinen ersten professionellen Auftritt mit Ruby Williams. Nach wechselnden Engagements, unter anderem bei Chick Webb, gründete Jordan 1938 seine Band The Tympany Five. Das Ende des Zweiten Weltkrieges läutete den Niedergang der großen Big Bands und des Swing ein. Das Publikum hatte nach den Entbehrungen und Schrecken des Krieges einen unstillbaren Hunger nach leichter Unterhaltung. Für Louis Jordan war dies der Start seiner Karriere. Schon während seiner Zeit bei Chick Webb musste er als Ansager für den als Showmann wenig geeigneten Bandleader – Chick Webb war kleinwüchsig und durch einen Buckel behindert – einspringen.

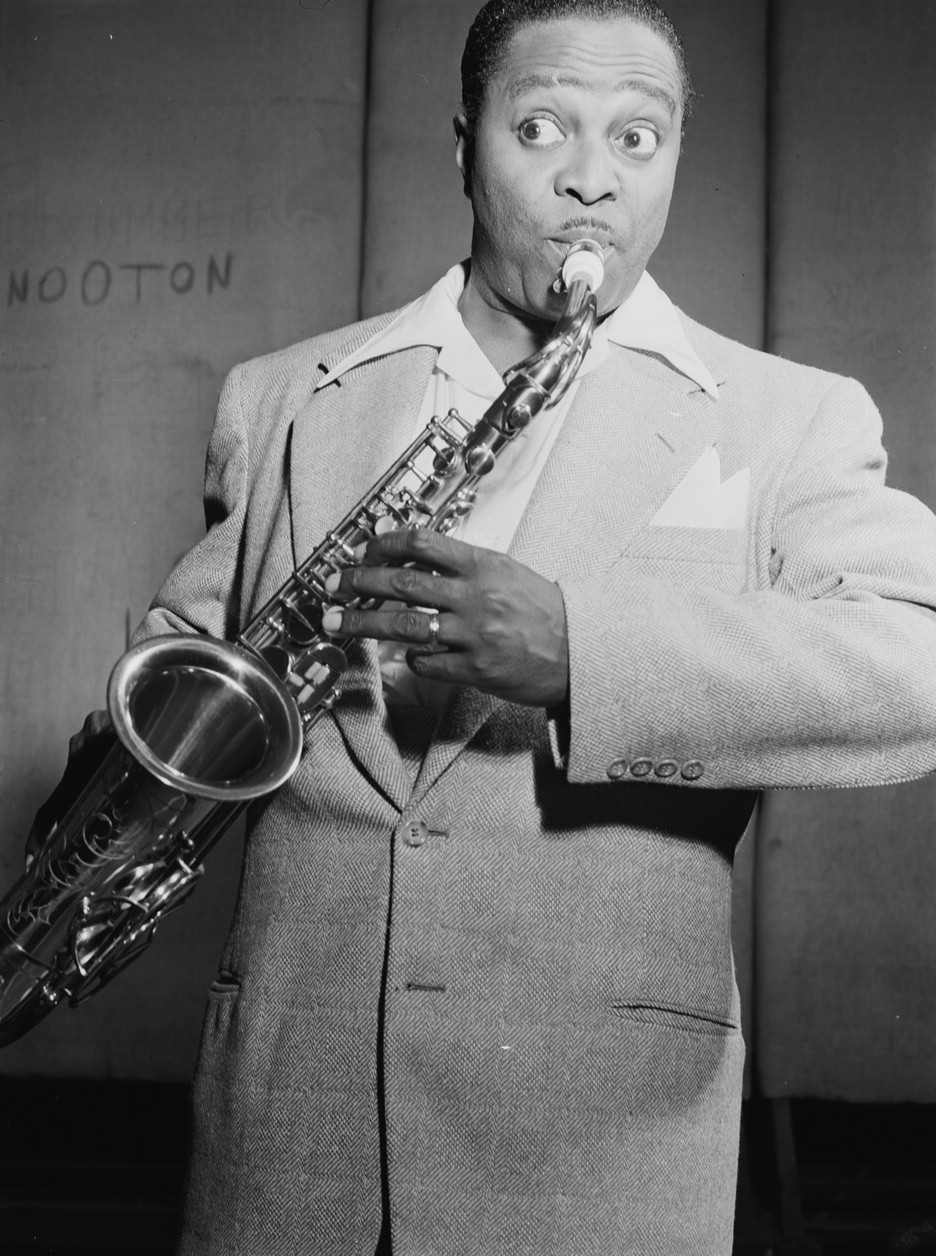
Louis Jordan, New York City, ca. Juli 1946. Foto: William P. Gottlieb

Louis Jordans erfolgreichste Zeit waren die Jahre zwischen 1942 und 1950 bei Decca Records mit Milt Gabler als Produzent. In diesen acht Jahren erreichte er achtzehn Mal Platz 1 der R&B-Charts. Insgesamt konnten sich seine Titel in diesen Jahren 113 Wochen auf dem Thron der R&B-Hitparade halten. Hits wie Caldonia (in Van Morrisons Interpretation Caledonia geschrieben), Let the Good Times Roll (von Sam Theard) oder Choo Choo Ch’Boogie sind heute Evergreens des traditionellen R&B und zählen zu den Standards in der Blues- und Rock-Musik. Zu seinen Duettpartnern gehörten Bing Crosby („My Baby Said Yes“), Ella Fitzgerald („Stone Cold Dead in the Market“, „Petootie Pie“, „Baby, It's Cold Outside“, „I'll Never Be Free“) und Martha Davis („Daddy-O“). 1944 hatte der Künstler einen Auftritt in dem Musicalfilm Follow the Boys.
Untrennbar mit dem Song Caldonia verbunden ist der Name von Louis Jordans dritter Ehefrau, Fleecie Moore, die er 1942 heiratete. In dem Song besingt Jordan die Liebe zu einem Mädchen mit Namen Caldonia. Die Eltern, die gegen diese Liebe sind, versuchen Caldonia in ein möglichst schlechtes Licht zu rücken. Den gesprochenen Mittelteil des Songs scheint Louis Jordan ausgiebig für seine textlichen Improvisationen genutzt zu haben. In unterschiedlichen humoristischen Variationen erzählt er dem Publikum, warum Caldonia nach Ansicht seiner Eltern ein schlechtes Mädchen sei. Sie habe es auf sein Geld abgesehen, esse am Tag 24 Donuts, 4 Pfund Hamburger und trinke alleine eine Kiste Bier. Der Song wurde 2009 in die Blues Hall of Fame aufgenommen.
Fleecie Moore wurde offiziell als Komponistin dieses Songs angegeben, was aber nach Aussage von Jordan nicht richtig war: „Fleecie Moores Name steht davor, aber sie hatte nicht das Geringste damit zu tun. Sie war damals mit mir verheiratet und wir veröffentlichten es in ihrem Namen. Sie hatte überhaupt keine Ahnung von Musik. Ihr Name wurde mal für das eine oder andere Lied verwendet und sie erhält dafür immer noch Geld.“
Der Anekdote nach soll Fleecie Moore einige der Textimprovisationen auf ihre Person bezogen haben und daraufhin ihrem Ehemann ein Messer in den Rücken gerammt haben. Trotz dieses unangenehmen Zwischenfalls verlor Jordan nie die Liebe zum anderen Geschlecht. Er heiratete insgesamt fünf Mal.
Am 4. Februar 1975 starb Louis Jordan an den Folgen eines Herzinfarktes in Los Angeles. Er liegt in St. Louis, Missouri begraben. 1983 wurde er in die Hall of Fame des Blues aufgenommen und 1987 in die Rock and Roll Hall of Fame.

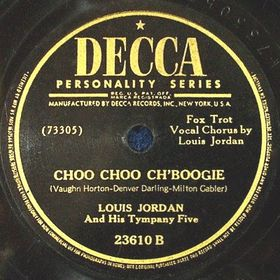
Louis Jordan – Choo Choo Ch’Boogie

## Weiterwirken
Die Musik von Louis Jordan wurde 1990 in einem Musical (5 Guys named Moe; Buch: Clarke Peters) verwendet. Das Musical lief von 1992 bis 1993 am New Yorker Broadway und brachte es auf 445 Aufführungen. Seine Musik wurde in unzähligen Coverversionen weiterverwendet. (B. B. King, Pinetop Perkins, Muddy Waters, Johnny Copeland, Wynton Marsalis, Diana Krall, Dr. John und viele andere) B. B. King nahm ein Tributealbum auf (Let the Good Times Roll: The Music of Louis Jordan), ebenso Joe Jackson und Clarence "Gatemouth" Brown.

## Würdigung
Nach Ansicht von Nelson George tat Jordan in der „Entwicklung von Blues zum Rhythm and Blues einen wichtigen Schritt, indem er die Zusammensetzung seiner Songs nach einem Marketingkonzept auswählte. Mit Unterstützung seines weißen Produzenten Milt Gabler wurde Jordans Songmaterial in eine Form gebracht, die städtische Elemente enthielt, aber zugleich die Blueswurzeln sichtbar machte.“

## Diskographie (Auswahl)
- Let The Good Times Roll – The Complete Decca Recordings (1963)
- One Guy Named Louis (Complete Aladdin Recordings)
- Rock 'n' Roll Call (RCA Recordings 1954/55)
- On Film
- Louis Jordan & Chris Barber (1962)
- Jivin´with Jordan (2002 Proper Records) ist ein Kompilationsalbum mit 102 Titeln und gibt einen guten und günstigen Überblick über Jordans Decca-Jahre.[4]

Von Louis Jordans Musik werden auch heute noch zahlreiche Kompilationsalben aufgelegt, die sein Wirken aus verschiedenen Blickwinkeln beleuchten.